# Flammes de l'enfer

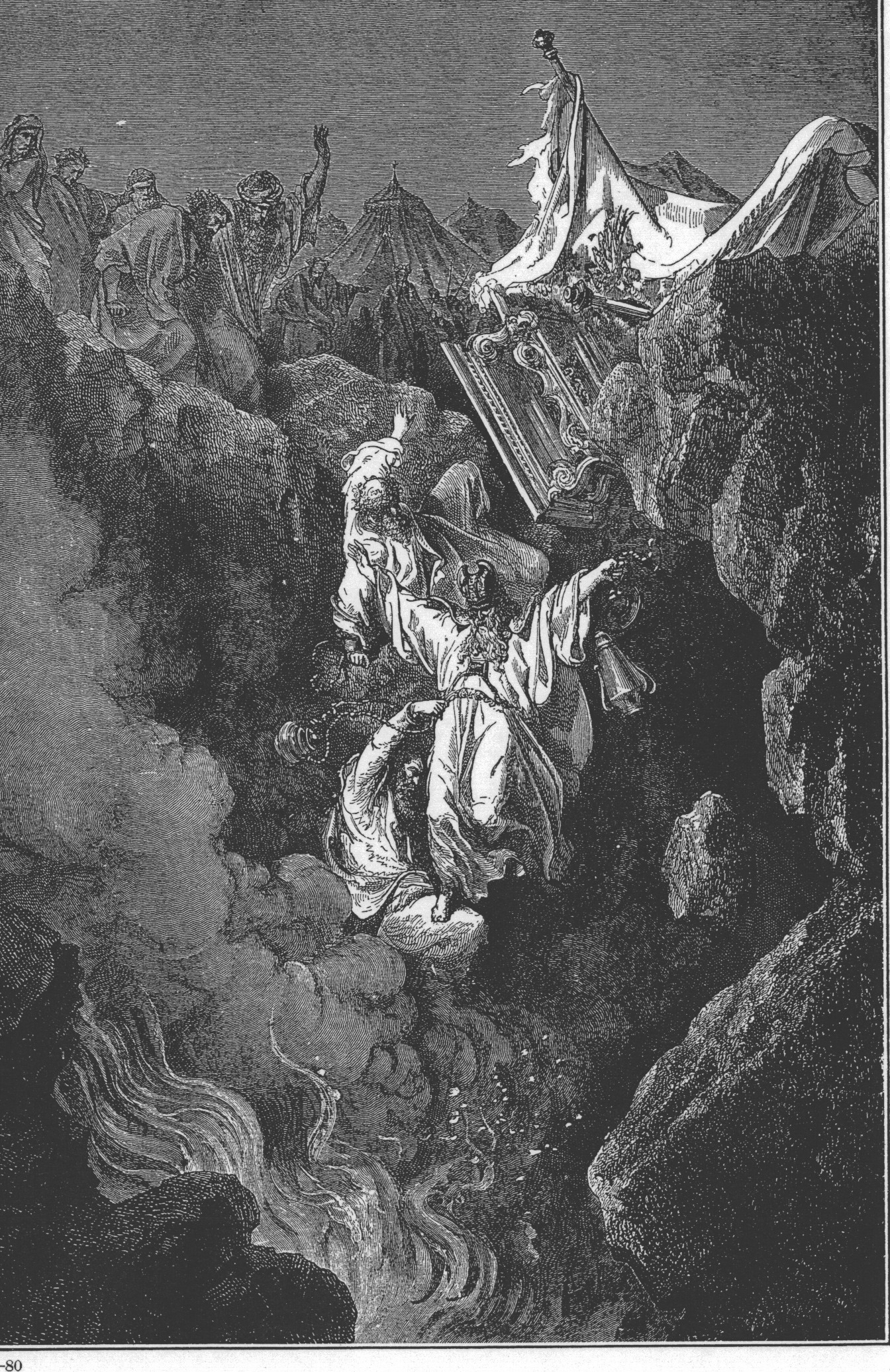
Dieu punit Koré, Dathan et Abiram dans les flammes de son feu, gravure de Gustave Doré (1865).

Les flammes de l'enfer (en anglais fire and brimstone, littéralement « le feu et le soufre », traduction de l'hébreu גפרית ואש) est une expression idiomatique symbolisant la colère de Dieu dans la Bible hébraïque. Elle fait souvent référence au sort de l'infidèle ou du pécheur. L'expression est également utilisée, parfois péjorativement, pour décrire un style de prédication chrétienne qui utilise des descriptions frappantes sur le Jugement dernier et la damnation éternelle dans le but d'encourager le repentir.

## Histoire
Le prédicateur puritain Thomas Vincent est un témoin oculaire du grand incendie de Londres qui fit grande impression sur lui et provoqua la terreur de ceux qui mourraient sans la foi. Cet événement suscita l'écriture  de Fire and Brimstone in Hell (« Les Flammes du tourment éternel de l'Enfer ») d'abord publié en 1670. Il y cite le Psaume 11:6 
« Il fait pleuvoir sur les méchants
Des charbons, du feu et du soufre
Un vent brûlant, c'est le calice qu'ils ont en partage. »
Des prédicateurs comme Jonathan Edwards et George Whitefield sont appelés « fire and brimstone preachers » (« prédicateurs des  Flammes de l'enfer ») pendant le Premier Grand Réveil (en) des années 1730 et 1740. La prédications d'Edwards « Pécheurs entre les mains d'un Dieu en colère » reste parmi les sermons les plus connus de cette période. 

## Sources
- (en) Cet article est partiellement ou en totalité issu de l’article de Wikipédia en anglais intitulé « Fire and brimstone » (voir la liste des auteurs).